# Proceso espontáneo
Un proceso espontáneo es, en termodinámica, la evolución en el tiempo de un sistema en el cual se libera energía libre, usualmente en forma de calor, hasta alcanzar un estado energético más estable. La convención de signos en los cambios de la energía libre sigue la convención general para medidas termodinámicas, en la cual una liberación de energía libre desde el sistema corresponde a un cambio negativo en la energía libre, pero un cambio positivo para los alrededores.
Un proceso espontáneo es capaz de proceder en una dirección dada, tal como se escribe o es descrita, sin necesidad de que dicho acto sea realizado por una fuente exterior de energía. El término es usado para referirse a procesos macroscópicos en los cuales la entropía se incrementa; tal como la difusión de una fragancia en un cuarto, la fusión de hielo en agua tibia, la disolución de sal en agua, o la oxidación del hierro.
Los principios de termodinámica gobiernan la dirección de un proceso espontáneo, asegurando que si un número suficientemente grande de interacciones individuales (como átomos colisionando) están involucrados, entonces la dirección del proceso siempre estará en la dirección del incremento de entropía (debido a que el incremento de la entropía es un fenómeno estadístico).

## Criterios de espontaneidad
Para un proceso a temperatura y presión constantes, el cambio en la energía libre de Gibbs, ΔG, es:
{\displaystyle \Delta G=\Delta H-T\Delta S\,}
El signo de ΔG depende de los signos de los cambios en entalpía (ΔH) y entropía (ΔS), así como de la temperatura absoluta (T, en Kelvin). ΔG cambia de positivo a negativo (o viceversa) en el valor donde T = ΔH/ΔS.
- Cuando ΔG es negativo, un proceso o reacción química ocurre espontáneamente en la dirección dada.

- Cuando ΔG es positivo, el proceso o reacción química ocurre espontáneamente en la dirección inversa a como está dada.

- Cuando ΔG es cero, el proceso se encuentra en equilibrio, sin que tome lugar un cambio neto a través del tiempo.

Podemos además distinguir cuatro casos con la regla descrita anteriormente, por medio de examinar los signos de los dos términos en el lado derecho de la ecuación.
- Cuando ΔS es positivo y ΔH es negativo, es un proceso espontáneo.

- Cuando ΔS es positivo y ΔH es positivo, es un proceso espontáneo a altas temperaturas y es un proceso no espontáneo a bajas temperaturas
- Cuando ΔS es negativo y ΔH es negativo, es un proceso espontáneo a bajas temperaturas y es un proceso no espontáneo a altas temperaturas.
- Cuando ΔS es negativo y ΔH es positivo, es un proceso no espontáneo.

## Procesos espontáneos con disminución de entropía
El segundo principio de termodinámica dicta que para cualquier proceso espontáneo el cambio de entropía del sistema debe ser mayor o igual a cero, sin embargo, una reacción química espontánea puede resultar en un cambio negativo en la entropía. Esto no contradice al segundo principio, debido a que tal reacción debe tener un cambio negativo de entalpía (energía térmica) suficientemente grande que el incremento en la temperatura de los alrededores de la reacción resulta en un incremento suficientemente grande en la entropía, que el cambio global en la entropía es positivo. Esto significa que el cambio de entropía de los alrededores se incrementa lo suficiente debido al carácter exotérmico de la reacción que compensa el signo negativo en ΔS del sistema, y debido a que el cambio global de entropía es igual al cambio de entropía de los alrededores más el cambio de entropía del sistema, (ΔS = ΔSalrededores + ΔSsistema), el cambio global en la entropía es aún positivo.

## Espontaneidad y rapidez de un proceso
Espontaneidad no implica que un proceso, como puede ser una reacción química, ocurra a gran velocidad. Por ejemplo, la transformación de diamantes en grafito es un proceso espontáneo, pero que ocurre muy lentamente, tomando millones de años. La rapidez de una reacción es independiente de la espontaneidad, dependiendo más bien de la cinética química de la reacción. Cada reactivo en un proceso espontáneo tiene una tendencia a formar el producto correspondiente. Esta tendencia está relacionada con la estabilidad. La estabilidad es alcanzada por una sustancia si ésta se encuentra en un estado de mínima energía o en un estado de máxima aleatoriedad. Únicamente uno de estos dos casos puede ser aplicado a la vez. Por ejemplo, el agua convirtiéndose a hielo es un proceso espontáneo porque el hielo es más estable debido a su baja energía. Sin embargo, la formación de agua es también un proceso espontáneo debido a que las moléculas de agua están en un estado más aleatorio.